# Penguin Knob
Der Penguin Knob (englisch für Pinguinanhöhe) ist ein niedriger Hügel an der ostantarktischen Georg-V.-Küste. Er ragt unmittelbar südlich des Kap Denison am Ostufer der Einfahrt zum Boat Harbour und 460 m nördlich der größten der Mawson’s Huts auf.
Der australische Polarforscher Douglas Mawson benannte ihn im Zuge der Australasiatischen Antarktisexpedition (1911–1914).